# 15 Years Of Fear Tour
15 Years Of Fear Tour е промоционален сингъл на траш метъл групата Fear Factory от 2006 година. Разпространяван е безплатно от Roadrunner Records.

## Списък на песните
1. Transgression – 04.50
2. My Grave – 05.35
3. 540 000 Degrees Fahrenheit [Live] – 04.34
4. Transgression [Live] – 04.57